# Gromyki
Gromyki (ros. Громыки) – osiedle w Rosji, w obwodzie briańskim, w rejonie poczepskim. W 2010 liczyło 510 mieszkańców.